# Giovanni De Andrea
Giovanni De Andrea (22 avril 1928 - 19 janvier 2012) est un archevêque titulaire et diplomate italien.

## Éducation
Ordonné prêtre le 29 juin 1951. De 1956 à 1958, il étudie à l'Académie pontificale ecclésiastique, puis entre au service diplomatique du Saint-Siège.

## Carrière
De Andrea est nommé archevêque titulaire d'Aquaviva (de) le 14 avril 1975. Il est délégué apostolique en Angola (en) et en Libye et pro-nonce apostolique en Iran (en), Algérie et Tunisie.
En 1989, il est nommé vice-président du Bureau du travail du Siège apostolique et prend sa retraite en 2007.
Entre 1993 et 2003, il est président de la Librairie éditrice vaticane
Pendant de nombreuses années, il est grand prieur de la Lieutenance pour l'Italie centrale et la Sardaigne de l'Ordre équestre du Saint-Sépulcre de Jérusalem.

## Famille
Son frère cadet Giuseppe De Andrea est également prêtre. Le 20 septembre 2001, il lui confère la consécration épiscopale en tant qu'archevêque d'Antium (de).

## Décès
Il décède à Rome à l'âge de 83 ans. Le cardinal Angelo Sodano préside ses rites funéraires à l'autel de la cathèdre dans la basilique Saint-Pierre.